# Теудур ап Элисет
Теудур ап Элисед (валл. Tewdwr ap Elisedd) — король Брихейниога.

## Биография
Теудур был сыном Элиседа ап Теудура, современника Ассера.
Питер Бартрум считает, что это он упоминается в Книге Лландафа в качестве короля Брихейниога во времена епископа Ллибио, то есть между 927 и 929 годами, и его имя, Теудур, появляется вместе с именем Хивела Доброго среди подписавших английскую хартию короля Этельстана от 934 года.
По другой версии, то был другой Теудур, его племянник — Теудур ап Грифид, а этот родился около 840 года и правил на рубеже VIII и IX веков, после чего ему наследовал его брат Грифит ап Элисет.
Теудур был последним независимым королём Брихейниога. Сначала он попал в зависимость от короля Хивела Доброго. Чтобы хоть как-то защититься от могущественных королей Гвинеда и англичан, около 900 года Теудур построил кранног (единственный, обнаруженный в Уэльсе) посреди озера Ллангорзе. В 916 году люди Теудура убили аббата из Мерсии. В ответ эта крепость была разрушена мерсийцами, королева с тридцатью тремя придворными была захвачена в плен.